# Christopher Haskins
Christopher Robin Haskins, baron Haskins (né le 30 mai 1937, Dublin) est un homme d'affaires irlandais, un pair à vie et un ancien membre du Parti travailliste britannique.

## Biographie
Fils d'un fermier protestant, il fréquente le St Columba's College de Dublin et le Trinity College de Dublin, où il est connu comme un étudiant radical et membre de la Campagne pour le désarmement nucléaire. Diplômé avec mention en histoire moderne, il envisage de devenir journaliste, mais rejoint plus tard De La Rue.
Haskins souhaite épouser Gilda Horsley, dont le père accepte à condition que Haskins rejoigne l'entreprise familiale, Northern Dairies, basée dans le Yorkshire, en Angleterre. Haskins accepte et rejoint l'entreprise en 1962. Haskins prévoit l'énorme demande de plats préparés de bonne qualité et transforme l'entreprise en Northern Foods, dont les marques comprennent le yogourt de ski et les saucisses Bowyers, tandis que Marks & Spencer est le plus gros client de l'entreprise pour les plats cuisinés. Haskins est administrateur en 1967, vice-président en 1974 et président de 1980 à 2002.
Haskins est anobli comme pair à vie avec le titre baron Haskins, de Skidby, dans le comté de East Riding of Yorkshire, le 25 juillet 1998. En 2001, au plus fort de l'épidémie de fièvre aphteuse, il devient le «tsar rural» du Premier ministre Tony Blair.
En août 2005, il est révélé que Haskins a fait don de £ 2000 à la campagne du député démocrate libéral d'Inverness, Nairn, Badenoch et Strathspey, Danny Alexander. À la suite d'une enquête, Haskins est expulsé du parti travailliste pour cette action. Il siège maintenant en tant que crossbencher.
Il est président du groupe de travail Mieux légiférer et membre du groupe de travail New Deal. Pro-européen, il est un membre dirigeant de la campagne de Grande-Bretagne en Europe, le sous-comité européen de la Chambre des Lords, et est un ancien président du mouvement européen. Il est membre du conseil d'administration de Yorkshire Forward et également président du conseil de l' Open University. 